# Хеппі Міл
Хеппі Міл (англ. Happy Meal) — комплексне замовлення їжі для дітей, яке використовується в мережі ресторанів швидкого харчування МакДональдз. Вміст складається з подарункової упаковки з їжею та іграшки.

## Історія

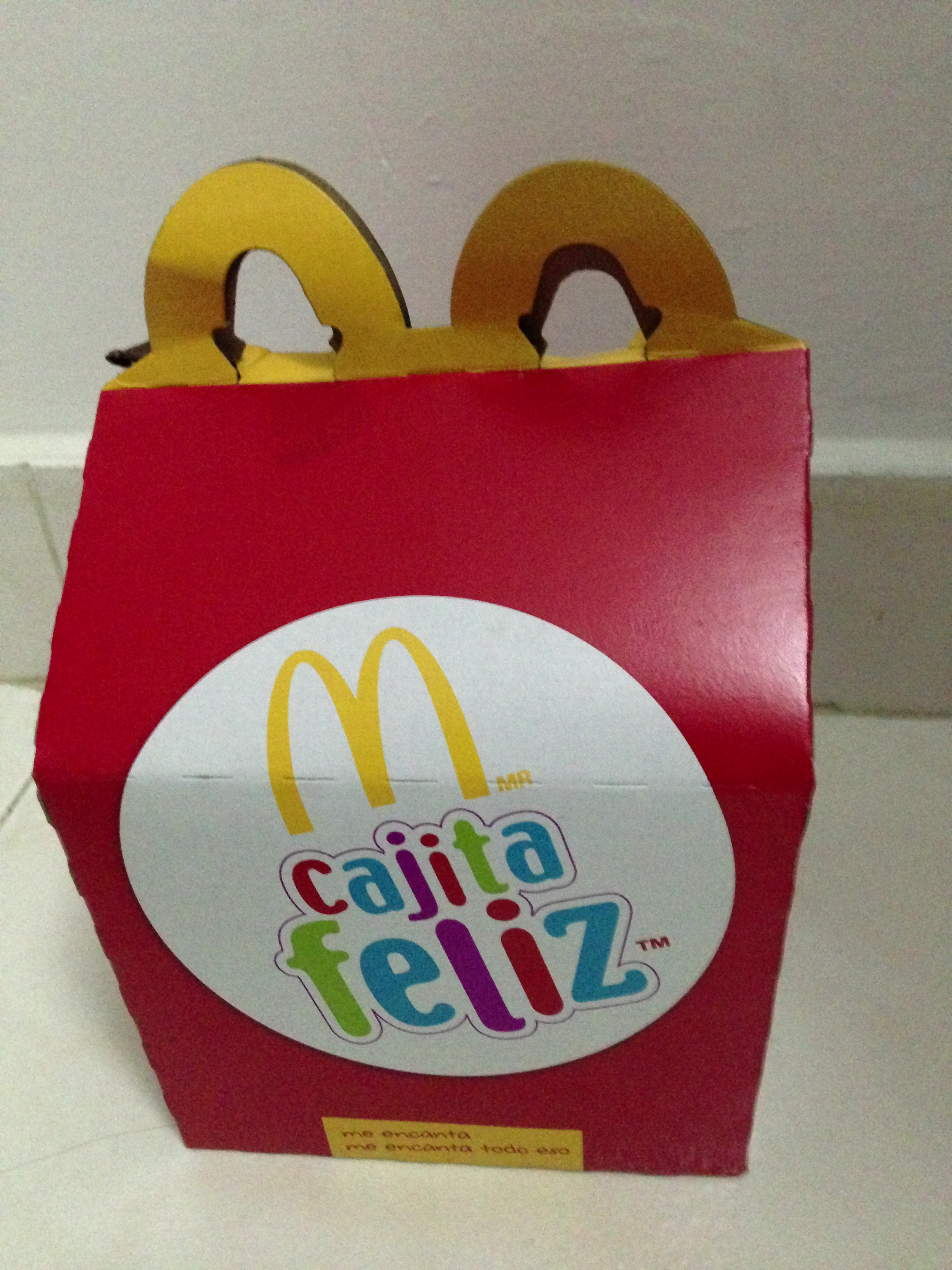
«Cajita Feliz» — латиноамериканський Хеппі Міл

Хеппі Міл з'явився в Макдональдзі з червня 1979 року. «Батьком Хеппі Міл» називають Діка Брамса, який тоді відповідав за рекламу Макдональдза навколо Сент-Луїса; йому і належала проста, але блискуча ідея: створити продукт спеціально для дітей. Темою оформлення першого Хеппі Міл був цирк, в набір, крім іграшки, включалися гамбургер або чизбургер, картопляна соломка, печиво і напій. Вибір іграшок складався з лекала «McDoodler», гаманця «McWrist», браслета, замку-головоломки, дзиґи й гумки.
У 1983 році в Хеппі Міл був доданий вибір Макнаггетс; іграшки ж стали змінюватися майже щотижня. У 1987 вперше з'явилися іграшки з діснеївською тематикою.
У коробках і пакетах із Хеппі Міл з'являлися Трансформери (цінуються серед колекціонерів), Hello Kitty, LEGO, Телепузики, солдат Джо. Найпопулярнішою серією виявилися  Біні Бебі : вперше з'явилися в Макдональдзі в 1997 році, вони протрималися до 2000 року, і повторно з'являлися у 2004 році (з нагоди 25-ї річниці Хеппі Міл) і у 2009 році. У 1997 році навколо іграшок виникла справжня манія, було продано 100 мільйонів копій.

## Галерея

Філіппінський Хеппі МілФіліппінський Хеппі Міл